# San Benito, Texas
San Benito là một thành phố thuộc quận Cameron, tiểu bang Texas, Hoa Kỳ. Năm 2010, dân số của xã này là 24250 người.